# Lanjak Entimau Reservaatgebied
Het Lanjak Entimau Reservaatgebied is een natuurreservaat uit de IUCN-categorie IV (Beschermd gebied voor flora en fauna). Het ligt in de deelstaat Sarawak van Maleisië op het eiland Borneo, op meer dan 200 km (hemelsbreed) oostelijk van de stad Kuching. Het is 1870 km² groot en het vormt een belangrijk leefgebied voor mensapen zoals de Borneose orang-oetan (Pongo pygmaeus) en de Borneogibbon (Hylobates muelleri). De bedoeling is dat dit reservaat met het Nationaal Park Batang Ai en het aan Indonesië grenzende Nationaal Park Betung Kerihun een Werelderfgoedgebied met de naam "Transborder Rainforest Heritage of Borneo" zal vormen.
Het gebied grenst aan Indonesië, waar illegale houtkap nog veel voorkomt, daardoor kampt de totstandkoming van dit project met problemen.